# Motor de Ciclo Dividido

Uma animação mostrando um motor de ciclo dividido.

O motor de ciclo dividido é um tipo de motor de combustão interna no qual as fases de admissão e compressão ocorrem em um  pistão diferente do das fases de combustão e exaustão.

## Projeto
Motores de ciclo dividido já haviam sido construídos no início do Século XX, contudo sua eficiência nunca fora muito boa quando comparada a do Ciclo de Otto. Em 2007 e em 2009 foram apresentados dois exemplos que contestam esta afirmação: o Motor de Tour   e o Motor de Scuderi , respectivamente.

### Vantagens
A maior parte da ineficiência de um motor de combustão interna comum é a variação intermitente de temperatura no cilindro nas fases de compressão e combustão. Em um motor de ciclo dividido, um pistão trabalha essencialmente como um compressor e o outro gera energia, assim, os pistões podem ter cursos de tamanhos diferentes mais adequados às suas tarefas. Além disso existe a possibilidade de desviar-se parte do ar comprimido para um reservatório quando pouca potência do motor é exigida. 